# 学生証

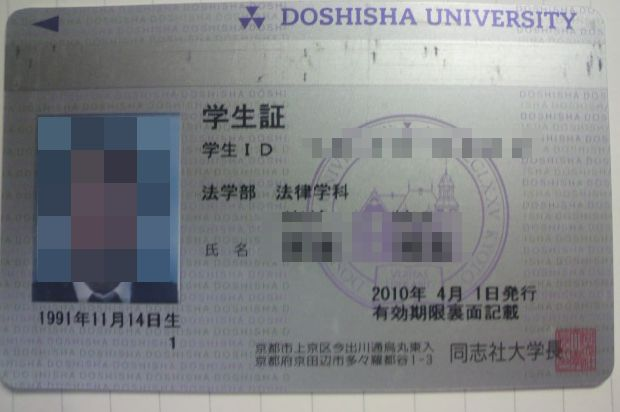
2010年、同志社大学

学生証（がくせいしょう、英: Student ID、独: Studentenausweis、伊: Tessera studentesca、西: Carnet de estudiante、仏: Carte d'étudiant）とは、学生・生徒の身分証明書である。
一般に、学生・生徒が校内において常時携帯するための証明書であり、相手方に提出出来る文書としての「在学証明書」（英: Student registration certificate）も、これとは別に存在する。
帯状の厚紙を二つ折りまたは三つ折りにしたにしたものが多い（1990年代からはプラスチック製でカードサイズのものが登場した）。学校毎に形態は異なるが、基本的には氏名、学校名、学部学科名、学籍番号（学生ID）などが記載される。学内図書館を利用する際には入館及び貸出カードとして使い、その他駐車場や各種書類発行機などの学内施設を利用する時にも必要な場合がある。
一部の中学校や高等学校でも生徒手帳に代わりカード型の生徒証を採用している。
近頃は学生証にクレジットカード機能を持たせたり、さらにICカードや電子マネーなどと一体化させることで、予めお金をチャージさせてプリペイドカード（プリペイド式電子マネー）として使えたり、出欠確認に利用し、欠席の多い学生への指導や代返防止に活用する（長野大学）など、その使用方法はどんどん多彩になっている。
国立大学の学生証の場合、「公的機関が発行した身分証明書」と見なされた時代があったが、国立大学法人化されて以降は、この扱いはなくなった。

## 概要
多くの場合、身分証明欄には、学生・生徒の氏名・住所・生年月日・証明写真、学校名、校長または学長名と職印、そしてその証における有効期限が記載される。一般的に児童である小学生については名札で代用するため学生証を持たない場合が多く（後述参照）、中学生や高校生は生徒手帳を学生証として使用する。学生割引（学割）のサービスを受ける際には学生証の提示を求められることが多い。
学校によっては、通学証明書と一緒になっている事もある。通学証明書は、学生・生徒の住所の最寄駅・停留所から、学校の最寄駅・停留所までの通学区間を証明する文書であり、鉄道・バスなどの通学定期券を購入する際に必要である。学生・生徒は通学証明書を提示する事により、この区間に限って、学生割引料金で通学定期券を購入できる。学生証は“通学区間の証明書”ではないため、この用途で使用する事が出来ない。
児童については、一部の私立小学校（立教小学校、立命館小学校など）では「児童証」を交付しているが、事例は多くない。交付されていない場合で在学証明が必要なときは学校の名札で代用することが多かった。しかしながら現在は個人情報保護などの観点から名札を廃止したり学年を限定(1年生のみなど)している小学校も多く個別に在学証明書を取得するなどした場合を除き学校名のわかる証明はないことが多い。なおパソコンソフトのアカデミック版を買うときでは名札は在学証明として認められないこともあり、健康保険証で代用する場合や、メーカーによっては専用の申請書の提出が必要になることもある。
携帯電話の割引なども健康保険証などにより年齢が確認出来れば義務教育ゆえにどこかの小学校には通っているであろうと判断されその効力を受ける。鉄道やバス、映画館などでは自己申告で小学生料金とする場合が多い。

## 生徒手帳

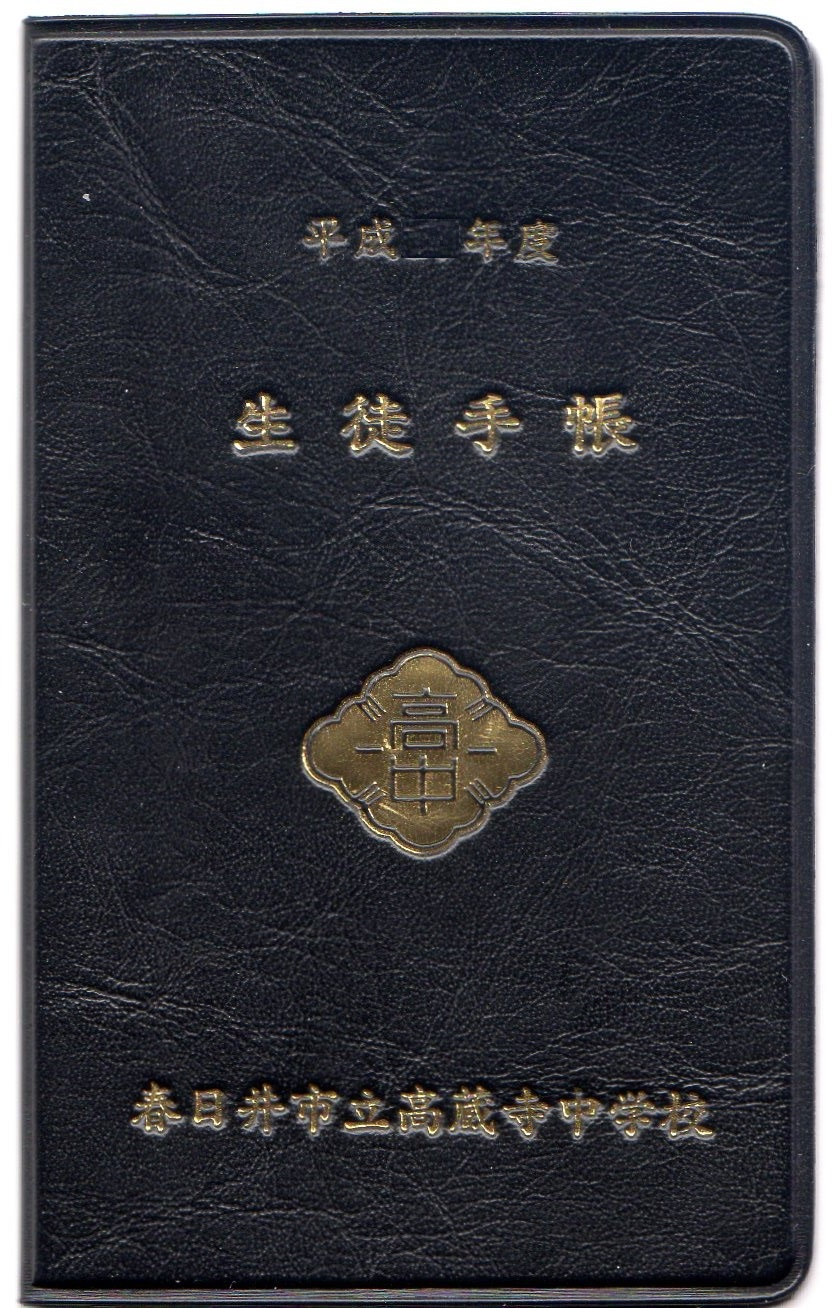
愛知県春日井市立高蔵寺中学校のものの表紙

たいていは中学校で初めて交付される。一般にポケット手帳ほどのサイズ（B7判）で、1ページ目には学校名、生徒の氏名、担任の氏名などが記載され、2ページ目以降には教育理念や校則、校歌などが記載されている。またメモ欄やアドレス帳、時間割や予定表、欠席伝言欄、緊急連絡先の記入欄など様々な機能が付随しているものもある。また、最近ではインターネットを使う際のモラルなどに関する項目がある。表紙あるいは裏表紙に在学証明欄があり、在学中はここで身分を証明する。生徒手帳にはカバーが付けられているものが多く、一般に表紙には学校名や校章が印刷されている。また、裏表紙には在学証明欄を見ることができるように窓が付いているものもある。公立校では本人写真が貼付されていない場合が多い（写真欄がない）。
学校によっていろいろな形式があり、身分証明書（在学証明・生徒証）と一緒になったものや、証明書は別に校則などが記載された手帳が交付
され、証明書を一緒に持つものなどがある。手帳、証明書とも3年間同じものを使用する学校もあれば、学年ごとに発行される場合もある。不正使用防止のため（学籍を失った後に学割を受け続ける行為など）、退学や卒業するときは学校から返却を求められることが多い。
なかにはJRや路線バスの通学定期券の発行用証明書（控えの欄）がついた生徒手帳もある。
生徒手帳の証明書
学年ごとの場合は学年・組が記載されている場合がある。学校によっては表紙に担任名やクラブ名が記載されている場合がある。
- 生徒手帳　メーカー
  - 金港堂（仙台市青葉区の書店で出版部も有する。1949年（昭和24年）に初めて発行し、現在の販売先は東日本が中心で発行冊数は8万部前後。宮城県内では中学校長会が編集し、約半数の中学校が使っている。[4]）
  - 株式会社ラーンズ（ベネッセコーポレーショングループ。創業者の福武哲彦が前身の会社である富士出版社で1951年（昭和26年）に岡山県立岡山操山高等学校長の依頼で軍隊手帳を参考に生徒手帳を作成した[5][6]。）
  - 日本文教出版 (岡山県)
  - 共生印刷株式会社
  - 伊藤手帳株式会社
  - オーケーマーク生徒手帳

他

## 国際学生証

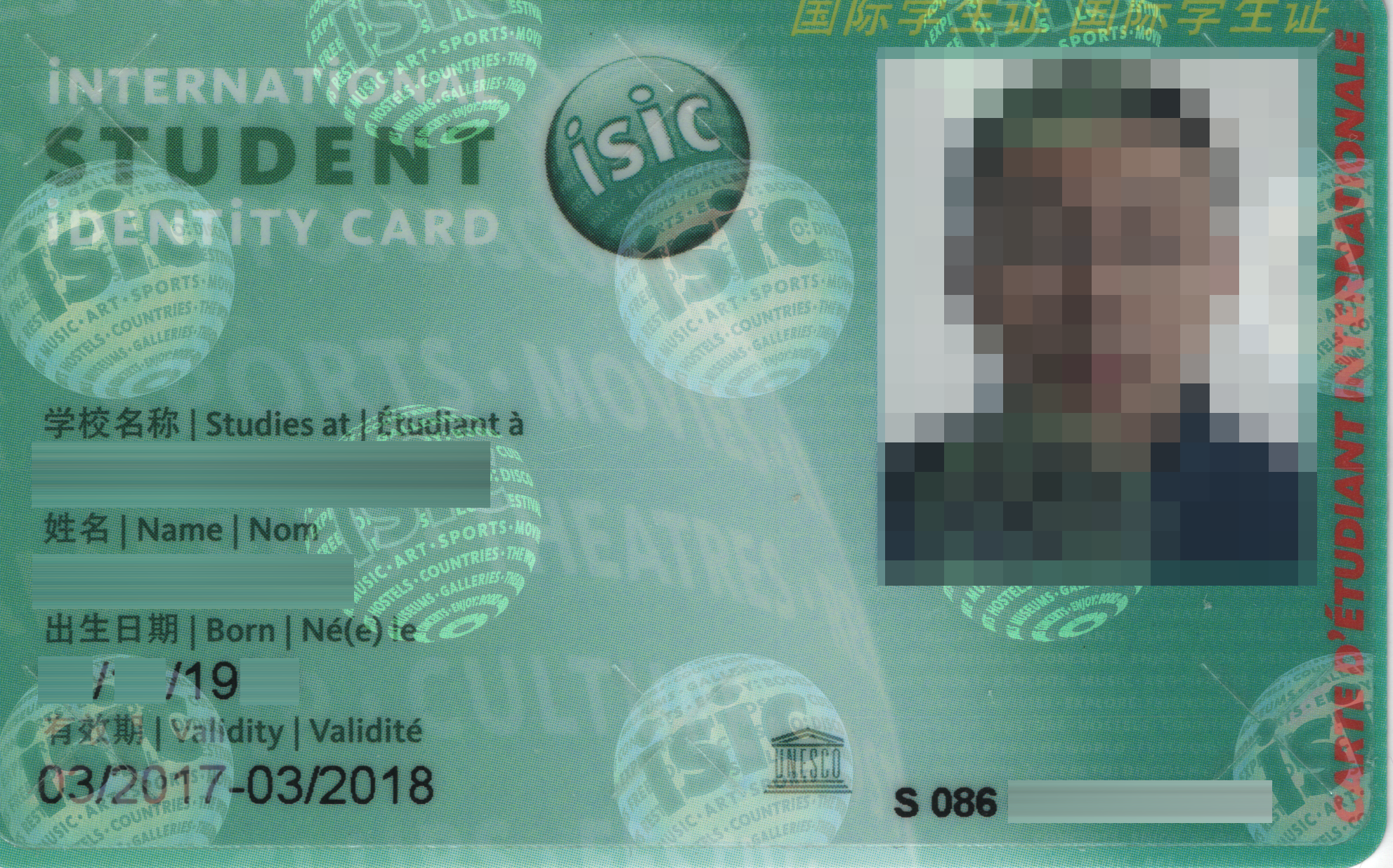
中国で発行された国際学生証（2017年）

国際学生証（こくさいがくせいしょう、英:International Student Identity Card、通称:ISICカード）とは、ISIC協会が発行する国際的に統一された学生証。日本においては大学生協やユースホステル協会、旅行代理店、留学センターなどで発行される。日本における総代理はISIC Japan（アイジック・ジャパン）。
国によってはパスポートとほぼ同じレベルの身分証明書として機能するとともに、学生に対して公共施設（宿泊施設や美術館など）や公共交通機関の料金を大幅に割引する場合がある。最近では学生に人気のテーマパーク、飲食やショッピング、医療サービスなど生活のあらゆる分野での割引特典が世界中で用意されている。いくつかの発展途上国では発行時のチェックが甘いため、バックパッカー（個人旅行者）の中には、学生割引を目当てに、学生の身分ではない者、架空の大学を在学欄に記入させている所持者が存在する（日本を含む多くの先進国では、申し込みの際に在学証明を添える事を義務付けている）。
なお、国際学生証を申請するには、ISIC Japanへ直接オンラインで申し込むか、郵便定額小為替または現金書留を用いて郵送申し込みをするか、各地に設置されている大学生協などの発行所に行くという3種類の方法がある。大学生協に出向く場合、他大学の学生では申し込みができない場合もある（その店舗へ事前に問合せたほうが良い）。
資格（国際的に取り纏めを行うユースホステル協会発祥のドイツ語表記が使われている）
- STUDENT
大学・短大・大学院生、高等専門学校4・5年（専門年次）生、専門学校（＝専修学校専門課程）の「本科生」
- SCHOLAR
中学校・高等学校生、高等専門学校1-3年（高等年次）生、高等専修学校（＝専修学校高等課程）・専修学校一般課程の「本科生」

またフランスを中心に学生としての地位ではなく26歳未満であることが各種優待を受ける条件としている地域も多いため、国際学生証と同等の証明書として31歳未満であることを証明する「国際青年証：International Youth Travel Card」が存在する。
日本においては国際学生証と同じく大学生協・ユースホステル協会など最寄の発行所で発行される。